# Oració de relatiu
L'oració de relatiu és un tipus d'oració subordinada que complementa a un antecedent (explícit o no) dins l'oració principal. Està encapçalada per un pronom relatiu, un adverbi o un determinant. Aquest nexe realitza la doble funció d'unir l'oració subordinada a la principal i de fer una funció sintàctica determinada dins de la subordinada.
Es distingeixen entre oracions de relatiu especificatives, quan la informació delimita l'abast del nom (s'escriuen sempre sense comes), i explicatives, quan simplement afegeixen informació complementària al contingut del nom (fet marcat amb una entonació al marge de la principal). Les explicatives acostumen a anar entre comes per marcar el seu caràcter auxiliar. Les oracions de participi i gerundi concertat també són adjectives (aquestes formes no personals tenen un caràcter híbrid entre el verb i altres categories, per tant, segons la gramàtica emprada són frases a part o sintagmes complexos). Les oracions especificatives poden tenir el verb en diferents modes, mentre que les explicatives sempre van en mode indicatiu.
Les construccions clivellades no es consideren oracions de relatiu malgrat estiguin encapçalades per un pronom relatiu.

## Funcions dels relatius dins de la subordinada
- El pronom relatiu "que" només pot fer les funcions sintàctiques:
  - Subjecte: El noi que corre la marató és el meu amic.
  - CD: El te que serveixen és molt dolent.
  - CCT: El dia que ens vam veure va ser molt romàntic.
- Els adverbis relatius "com", "on" i "quan" fan la funció de CCM, CCLL, CCT.
- El pronom relatiu "qui" fa la funció de:
  - Subjecte: Qui no vulgui pols que no vagi a l'era.
  - CI: Els companys als qui vaig demanar ajut estudien a la universitat.
  - complement de règim verbal: Les persones en qui confies de debò mai no et trairan.
  - CC Companyia: Han detingut el Joan, amb qui havia anat alguns cops al cinema.
- El pronom "què" amb preposició fa les funcions sintàctiques de:
  - CC de lloc: Ens vam aturar a la sala en què exposaven les seves obres d'art.
  - [[complement de règim verbal]|Complement de règim verbal (CRV)]]: Tens una llista d'aliments de què t'has de recordar.
  - CC de mode: La causa de l'accident va ser la velocitat a què anava.
  - CC d'instrument: La policia va trobar la pistola amb què es va cometre l'assassinat.
  - CC de causa: Aquests són els motius per què ha estat acusat.
- Els pronoms "el qual", "la qual", "els quals" i "les quals" poden fer de:
  - Subjecte: La nena del tercer, la qual sempre arriba tard, acabarà malament.
  - CD: El Jordi, el qual vaig trobar-me al cinema, és un noi molt eixerit.
  - CI: Els clients als quals vam vendre aquella màquina es mostren satisfets amb nosaltres.
  - CRV: L'assumpte del qual no vols parlar mai em fa mal encara.
  - CC: La casa de la muntanya, en la qual van rodar aquella pel·lícula, ara roman abandonada.